# Maholi
Maholi es un pueblo y nagar Panchayat situado en el distrito de Sitapur en el estado de Uttar Pradesh (India). Su población es de 21331 habitantes (2011). 

## Demografía
Según el censo de 2011 la población de Maholi era de 21331 habitantes, de los cuales 11178 eran hombres y 10153 eran mujeres. Maholi tiene una tasa media de alfabetización del 79,25%, superior a la media estatal del 67,68%: la alfabetización masculina es del 85,21%, y la alfabetización femenina del 72,73%.